# Platybdella aeglefini
Platybdella aeglefini är en ringmaskart som beskrevs av Krøyer, in Malm 1863. Platybdella aeglefini ingår i släktet Platybdella, och familjen fiskiglar. Arten har ej påträffats i Sverige.